# 班科夫街

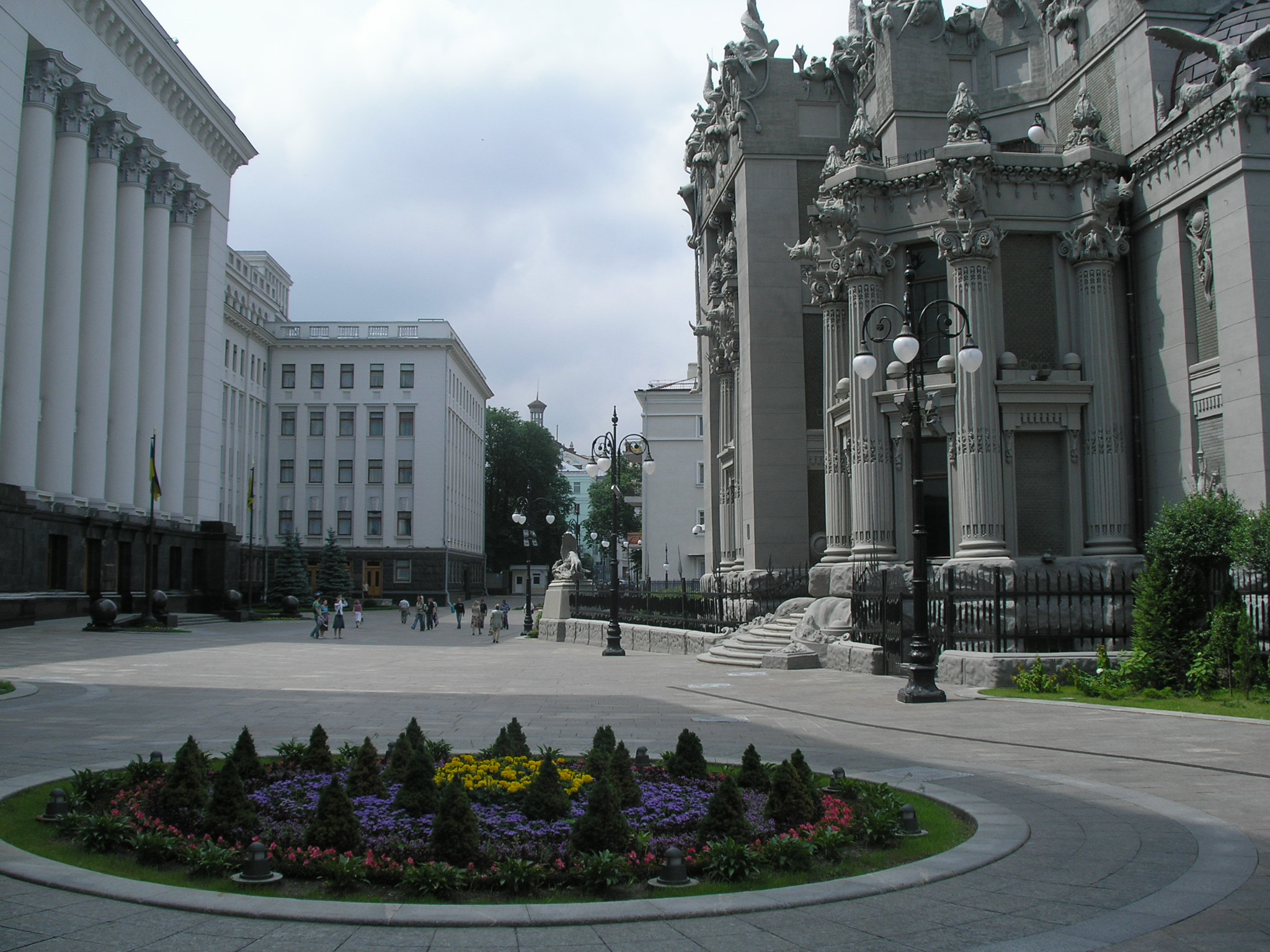
班科夫街

班科夫街（羅馬化：vulytsia Bankova，直译：「银行街」）是烏克蘭首都基輔市中心的一條街道，位於佩切爾斯基區。由於這條街道上聚集了烏克蘭總統府等眾多重要政府部門，因此這條街的大部分是封閉的步行街。班科夫街始建於1870年代。

## 外部連結
- 5-7 Bankova street
- 3 Bankova street

50°26′50″N 30°31′50″E / 50.4472°N 30.5305°E